# Seacor Panther
Die Seacor Panther ist ein schneller Katamaran zum Crewtransport in der Offshore-Branche.

## Geschichte
Der Katamaran ist ein Offshore-Versorgungsschiff der Firma SEA-CAT CREWZER und fährt unter der Flagge der Marshallinseln. Er wurde im Juli 2017 von der spanischen Werft Astilleros Armon in Vigo abgeliefert. Das Schwesterschiff Seacor Puma wurde bereits im April abgeliefert.

## Beschreibung
Der Katamaran ist bei einer Länge von 57,5 m, einer Breite von 12,5 m und einem Tiefgang von 2,7 m mit 491 BRZ vermessen. Die Seacor Panther wird von vier Cummins-Dieselmotoren angetrieben, die über Getriebe auf vier Hamilton-Wasserstrahlantriebe wirken und der Seacor Panther eine Nenngeschwindigkeit von 40 Knoten verleihen. Der Katamaran wird im Normalbetrieb mit 35 Knoten betrieben, hat Platz für 70 Passagiere und kann bei rund 286 m² Decksfläche 200 t Fracht transportieren.
Das Schiff hat zur Stromversorgung zwei Hilfsdieselgeneratoren mit einer Nennleistung von 290 kW sowie an Deck einen gekapselten Hilfsdieselgenerator mit 270 kW Nennleistung.
In den Rümpfen befinden sich Kraftstofftanks mit rund 96.300 Litern Kraftstoff und 26.000 Litern Trinkwasser. Für die Besatzung stehen 16 Kojen in acht Kabinen sowie eine Kombüse und eine Crewmesse mit Sitzplätze für 15 Personen zur Verfügung.